# نيوبي
هذه الصفحة خاصة بالمصطلح، للأميرة الفريجية انظر نيوبي (ميثولوجيا)
نيوبي (بالإنجليزية: noob, n00b, newbie)‏ أو نووب، أيضا "nub" و"newb"، هي كلمة مشتقة من كلمتي "new boy". وهي تعني «مبتدئ» عامةً، أو الشخص الذي بدأ لتوه استخدام الإنترنت لكن بشكل غير صحيح  وتعتبر كلمة شبه مهينة لشخصٍ ظل في مجال الإنترنت فترة كبيرة ولا يظهر أدنى دليل على حصوله على معلومة ما مفيدة، أو خبرة. أو تطلق على شخصٍ جديد نوعًا ما إلى مجالٍ ما، كمهنة، نادي، إلخ.

## أصل المصطلح
أقدم استخدام للمصطلح كان في عصر حرب فييتنام، فكانت لفظ عامّي للجيش الأمريكي. لكن الآن فهي تستخدم تقريبا حصريا في الكتابة في الإنترنت.
يرجع أصل المصطلح "new boy" إلى المدارس الإنجليزية التي كان يطلق بعض الطلاب على الطلاب الجدد هذا المصطلح 
بدأ المصطلح في الانتشار في مجموعة أخبار talk.bizarre وظهر على السطح من خلالها. ثم في ألعاب الفيديو.
لكن المصطلح الآن يستخدم بشكل واسع، ومن المشتقات التي تستخدم بطريقة واسعة، مصطلح "clueless newbie".

### تهجئات أخرى
لكلمة نيوبي عدة طرق أخرى للتلفظ والكتابة، بعض الطرق:
- noob
- newb
- newbie
- n00b
- nub
- newby
- new boy

### الاختلاف بين Newb وn00b
يزعم البعض أن "newb" تختلف عن "noob"، فنيوب ("newb")، تعني شخصاً ما جديداً على مهمة ما أو مهنة ما. على الناحية الأخرى "n00b"، فتعني شخصاً جديدا على مهمة أو مهنة ما (مثل "newb")، لكنه يعرف القليل وليس عنده رغبة في التعلم أكثر.

## التصنيف
ليس هناك معياراً محدداً لكي يصنف الشخص كمبتدئ أو لا، فمن الممكن أن يُطلق عليه هذا المصطلح في مجموعة أخبار، أو مجتمع إنترنت (موقع/منتدى ويب)، وفي مجموعة أخبار أو مجتمع إنترنت آخر لا يطلق عليه نوب وينال احترامه بشكل عادي.

## الصفات
الصفات ليست قياسية، لكن ما يُلاحظ عموما هو:

### نقل الأكواد
إذا كان ذلك المبتدئ في مجتمع إنترنت ما، فكل ما يقوم به هو نقل الكود البرمجي. (انظر: طفل السكريبت / مخطوطة كيد)

### الأسئلة الغبية
دائما ما يتجه إلى سؤال الأسئلة الغبية وعدم إظهار الدقة، بل إظهار الإزعاج.

### صفحات الإنترنت
غالبا ما يقوم بصيانة صفحات الإنترنت الخاصة به، ويضع خلفية صوتية، أو ألوان بشعة، وضعف وقلة في المحتوى.

### لغتهم
كثيراً ما يكثروا من لفظ "لول"، فيبدوا فرحين فرحاً هستيرياً. ويكثروا من وضع الحروف الكبيرة (upper-case) وسط الحروف الصغيرة (lower-case).